# Combined Metropolitan Statistical Area

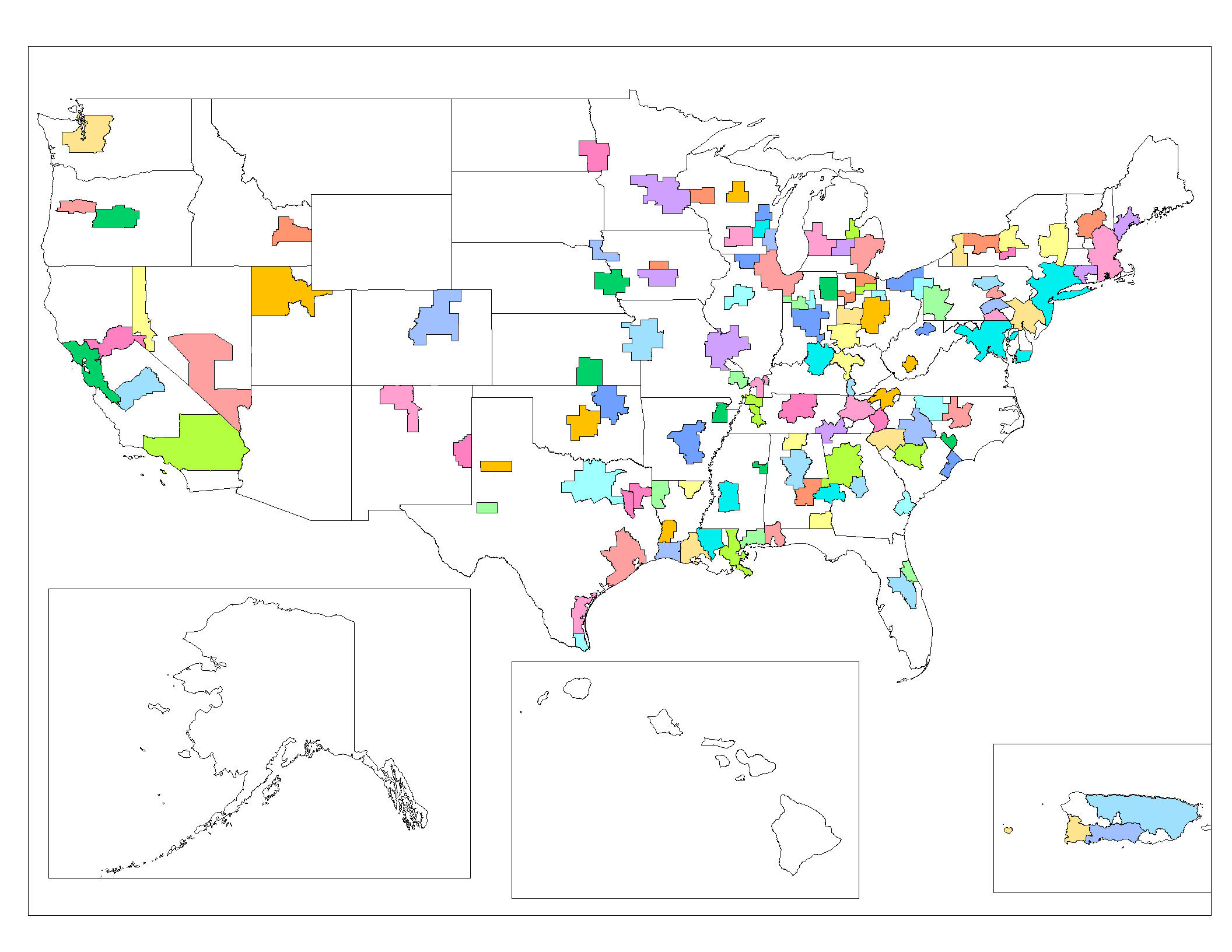
Carte des zones de statistiques combinées aux États-Unis.

Les Combined Metropolitan Statistical Areas (CMSA) sont la plus grande division statistique existant aux États-Unis. Elles se composent de MSA (Metropolitan Statistical Areas) et de Micropolitan Statistical Areas.
Elles sont comparables aux zones urbaines élargies (en anglais Larger Urban Zones ou LUZ) définies par la Commission européenne.

## Composition des agglomérations des États-Unis de plus de 3 millions d'habitants
| Agglomération              | division                                     | population CMSA | population 2005 |
| -------------------------- | -------------------------------------------- | --------------- | --------------- |
| Atlanta CMSA               | Atlanta-Sandy Springs-Marietta MSA           | 5 249 121       | 4 917 717       |
| Atlanta                    | Cedartown                                    |                 | 40 479          |
| Atlanta                    | Gainesville MSA                              |                 | 165 571         |
| Atlanta                    | La Grange                                    |                 | 62 015          |
| Atlanta                    | Thomaston                                    |                 | 27 679          |
| Atlanta                    | Valley                                       |                 | 35 460          |
| Boston CMSA                | Boston-Cambridge-Quincy MSA                  | 7 427 336       | 4 411 835       |
| Boston                     | Concord MSA                                  |                 | 146 881         |
| Boston                     | Laconia MSA                                  |                 | 61 547          |
| Boston                     | Manchester-Nashua MSA                        |                 | 401 291         |
| Boston                     | Providence-New Bedford-Fall River MSA        |                 | 1 622 520       |
| Boston                     | Worcester MSA                                |                 | 783 262         |
| Chicago CMSA               | Chicago-Naperville-Joliet MSA                | 9 761 840       | 9 745 356       |
| Chicago                    | Kankakee-Bradley MSA                         |                 | 107 972         |
| Chicago                    | Michigan City-La Porte MSA                   |                 | 110 512         |
| Detroit CMSA               | Detroit-Warren-Livonia MSA                   | 5 445 203       | 4 488 335       |
| Detroit                    | Ann Arbor CMSA                               |                 | 341 847         |
| Detroit                    | Flint MSA                                    |                 | 443 883         |
| Detroit                    | Monroe MSA                                   |                 | 171 138         |
| Dallas CMSA                | Dallas-Fort Worth-Arlington                  | 6 266 369       | 5 819 475       |
| Dallas                     | Athens                                       |                 | 175 085         |
| Dallas                     | Bonham                                       |                 | 33 442          |
| Dallas                     | Gainesville                                  |                 | 38 847          |
| Dallas                     | Granbury                                     |                 | 55 508          |
| Dallas                     | Mineral Wells                                |                 | 27 478          |
| Dallas                     | Sherman-Denison MSA                          |                 | 116 834         |
| Houston CMSA               | Houston-Sugar Land-Baytown MSA               | 5 380 661       | 5 280 077       |
| Houston                    | Bay city                                     |                 | 37 849          |
| Houston                    | Huntsville                                   |                 | 62 725          |
| Los Angeles CMSA           | Los Angeles-Long Beach-Santa Ana MSA         | 17 629 607      | 12 923 547      |
| Los Angeles                | Oxnard-Thousand Oaks-Ventura MSA             |                 | 796 106         |
| Los Angeles                | Riverside-San Bernardino-Ontario MSA         |                 | 3 827 946       |
| Miami MSA                  | Miami-Fort Lauderdale-Miami Beach MSA        | 5 422 200       | 5 422 200       |
| Minneapolis - St Paul CMSA | Minneapolis-St. Paul-Bloomington MSA         | 3 467 108       | 3 142 779       |
| Minneapolis - St Paul      | Faribault-Northfield                         |                 | 60 949          |
| Minneapolis - St Paul      | Hutchinson                                   |                 | 36 636          |
| Minneapolis - St Paul      | Red Wing                                     |                 | 45 485          |
| Minneapolis - St Paul      | St. Cloud MSA                                |                 | 181 159         |
| New York CMSA              | New York-Northern New Jersey-Long Island MSA | 21 903 623      | 18 747 320      |
| New York                   | Bridgeport-Stamford-Norwalk MSA              |                 | 902 775         |
| New York                   | Kingston MSA                                 |                 | 182 693         |
| New York                   | New Haven-Milford MSA                        |                 | 846 766         |
| New York                   | Poughkeepsie-Newburgh-Middletown MSA         |                 | 667 742         |
| New York                   | Torrington                                   |                 | 190 071         |
| New York                   | Trenton-Ewing                                |                 | 366 256         |
| Philadelphia CMSA          | Philadelphia-Camden-Wilmington MSA           | 6 372 799       | 5 823 233       |
| Philadelphia               | Reading MSA                                  |                 | 396 314         |
| Philadelphia               | Vineland-Millville-Bridgeton                 |                 | 153 252         |
| Phoenix MSA                | Phoenix-Mesa-Scottsdale MSA                  | 3 865 077       | 3 865 077       |
| San Francisco CMSA         | San Francisco-Oakland-Fremont MSA            | 7 168 176       | 4 152 688       |
| San Francisco              | Napa CMSA                                    |                 | 132 764         |
| San Francisco              | San Jose-Sunnyvale-Santa Clara MSA           |                 | 1 754 988       |
| San Francisco              | Santa Cruz-Watsonville MSA                   |                 | 249 666         |
| San Francisco              | Santa Rosa-Petaluma MSA                      |                 | 466 477         |
| San Francisco              | Vallejo-Fairfield CMSA                       |                 | 411 593         |
| Seattle CMSA               | Seattle-Tacoma-Bellevue MSA                  | 3 806 453       | 3 203 314       |
| Seattle                    | Bremerton-Silverdale CMSA                    |                 | 240 661         |
| Seattle                    | Oak Harbor                                   |                 | 79 252          |
| Seattle                    | Olympia CMSA                                 |                 | 228 867         |
| Seattle                    | Shelton                                      |                 | 54 359          |
| Washington-Baltimore CMSA  | Washington-Arlington-Alexandria              | 8 125 656       | 5 214 666       |
| Washington-Baltimore       | Baltimore-Towson MSA                         |                 | 2 655 675       |
| Washington-Baltimore       | Culpeper                                     |                 | 42 530          |
| Washington-Baltimore       | Lexington Park                               |                 | 96 518          |
| Washington-Baltimore       | Winchester MSA                               |                 | 116 267         |

## Composition urbaine et rurale des CMSA
Autant en France l'aire urbaine ne contient pratiquement aucune zone rurale (sauf rare partie agricole d'une commune périurbaine), autant les CMSA (Combined Metropolitan Statistical Areas) composés à partir de comtés, sont davantage susceptibles de contenir des zones rurales.
De ce fait, tous les chiffres des populations des agglomérations américaines peuvent être surestimés.
| nom de la division statistique                  | population totale | population urbaine | % population urbaine |
| ----------------------------------------------- | ----------------- | ------------------ | -------------------- |
| New York--Northern New Jersey--Long Island CMSA | 21 199 865        | 20 744 826         | 97.9 %               |
| Los Angeles--Riverside--Orange County CMSA      | 16 373 645        | 15 946 551         | 97.4 %               |
| Chicago--Gary--Kenosha CMSA                     | 9 157 540         | 8 974 368          | 98.0 %               |
| Washington--Baltimore, CMSA                     | 7 608 070         | 6 880 359          | 90.4 %               |
| San Francisco--Oakland--San Jose CMSA           | 7 039 362         | 6 798 025          | 96.6 %               |
| Philadelphia--Wilmington--Atlantic City CMSA    | 6 188 463         | 5 736 719          | 92.7 %               |
| Boston--Worcester--Lawrence CMSA                | 5 819 101         | 5 482 700          | 94.2 %               |
| Detroit--Ann Arbor--Flint CMSA                  | 5 456 428         | 4 891 873          | 89.7 %               |
| Dallas--Fort Worth CMSA                         | 5 221 801         | 4 755 766          | 91.1 %               |
| Miami--Fort Lauderdale CMSA                     | 5 007 564         | 4 929 549          | 98.4 %               |
| Houston--Galveston--Brazoria CMSA               | 4 669 771         | 4 273 373          | 91.5 %               |
| Atlanta MSA                                     | 4 112 198         | 3 736 368          | 90.9 %               |
| Seattle--Tacoma--Bremerton CMSA                 | 3 554 760         | 3 227 145          | 90.8 %               |
| Phoenix--Mesa MSA                               | 3 251 876         | 3 093 960          | 95.1 %               |
| Minneapolis--St. Paul MSA                       | 2 968 806         | 2 583 590          | 87.0 %               |
| Cleveland--Akron CMSA                           | 2 945 831         | 2 676 718          | 90.9 %               |
| San Diego MSA                                   | 2 813 833         | 2 697 390          | 95.9                 |
| St. Louis MSA                                   | 2 603 607         | 2 358 147          | 90.6 %               |
| Denver--Boulder--Greeley CMSA                   | 2 581 506         | 2 326 530          | 90.1 %               |
| Tampa--St. Petersburg--Clearwater MSA           | 2 395 997         | 2 251 419          | 94.0 %               |
| Pittsburgh MSA                                  | 2 358 695         | 1 969 967          | 83.5 %               |
| Portland--Salem CMSA                            | 2 265 223         | 1 781 399          | 78.6 %               |
| Cincinnati--Hamilton CMSA                       | 1 979 202         | 1 671 712          | 84.5 %               |
| Sacramento--Yolo CMSA                           | 1 796 857         | 1 533 574          | 85.3 %               |
| Kansas City MSA                                 | 1 776 062         | 1 569 564          | 88.4 %               |
| Milwaukee--Racine CMSA                          | 1 689 572         | 1 553 398          | 91.9 %               |
| Orlando MSA                                     | 1 644 531         | 1 536 610          | 93.4 %               |
| Indianapolis MSA                                | 1 607 486         | 1 441 395          | 89.7 %               |
| San Antonio MSA                                 | 1 592 383         | 1 366 097          | 85.8 %               |
| Norfolk--Virginia Beach--Newport News MSA       | 1 569 541         | 1 433 117          | 91.3 %               |
| Las Vegas MSA                                   | 1 563 282         | 1 470 196          | 94.0 %               |
| Columbus MSA                                    | 1 540 157         | 1 317 279          | 85.5 %               |
| Charlotte--Gastonia--Rock Hill MSA              | 1 499 293         | 1 192 831          | 79.6 %               |
| New Orleans MSA                                 | 1 337 726         | 1 250 069          | 93.4 %               |
| Salt Lake City--Ogden MSA                       | 1 333 914         | 1 305 583          | 97.9 %               |
| Greensboro--Winston-Salem--High Point MSA       | 1 251 509         | 858 769            | 68.6 %               |
| Austin--San Marcos MSA                          | 1 249 763         | 1 046 319          | 83.8 %               |
| Nashville MSA                                   | 1 231 311         | 812 377            | 66.0 %               |
| Providence--Fall River--Warwick MSA             | 1 188 613         | 1 174 548          | 98.8 %               |
| Raleigh--Durham--Chapel Hill, NC MSA            | 1 187 941         | 891 612            | 75.1 %               |
| Hartford MSA                                    | 1 183 110         | 910 997            | 77.0 %               |
| Buffalo--Niagara Falls MSA                      | 1 170 111         | 1 019 743          | 87.1 %               |
| Memphis MSA                                     | 1 135 614         | 998 935            | 98.0 %               |
| Jacksonville MSA                                | 1 100 491         | 970 775            | 88.2 %               |
| Rochester MSA                                   | 1 098 201         | 801 771            | 73.0 %               |
| Grand Rapids--Muskegon--Holland MSA             | 1 088 514         | 834 541            | 76.7 %               |
| Oklahoma City MSA                               | 1 083 346         | 899 512            | 83.0 %               |
| Louisville MSA                                  | 1 025 598         | 960 180            | 93.6 %               |